# پیناوریوم بروماید
پیناوریوم بروماید (انگلیسی: Pinaverium bromide) دارویی است که برای اختلالات عملکردی دستگاه گوارش به‌کار می‌رود. این دارو عضوی از خانوادهٔ داروهای ضدِ اسپاسم است که مسدودکننده کانال کلسیم بوده و کارش بازگرداندن انقباض‌های طبیعی روده است. این دارو زمانی مؤثر است که یک دورهٔ درمانی کامل مصرف شود، و استفادهٔ گاه‌به‌گاه و کوتاه‌مدت، چندان مؤثر نیست.
پیناوریوم نخستین بار توسط شرکت دارویی سولوی در سال ۱۹۷۵ میلادی ثبت شد و با نام‌های تجاری دایستل (Dicetel) و الدیست (Eldicet) به بازار عرضه شد.

## موارد مصرف
این دارو برای درمان و تسکین علائم بیماری سندرم روده تحریک‌پذیر (IBS) تجویز می‌شود و دردهای شکمی و احساس ناراحتی در شکم را برطرف می‌کند. این دارو همچنین علائم اختلالات عملکردی مجاری صفراوی را بهبود می‌بخشد.